# 건두부
건두부(乾豆腐)는 물기를 뺀 단단한 두부이다. 중화권에서는 더우간(중국어 간체자: 豆干, 정체자: 豆乾, 병음: dòugān) 또는 더우푸간(중국어 간체자: 豆腐干, 정체자: 豆腐乾, 병음: dòufu gān)으로 불린다. 건두부를 이용해 여러 요리를 만들 수 있다.

## 같이 보기
- 포두부